# Hengsen
Hengsen ist ein Ortsteil der westfälischen Gemeinde Holzwickede, Kreis Unna.

## Geographie

### Lage
Hengsen liegt im Süden der Gemeinde Holzwickede. Im Süden grenzt die Gemarkung streckenweise an die Ruhr.

### Nachbargemeinden
Hengsen grenzte im Jahr 1967 im Uhrzeigersinn im Nordwesten beginnend an die Stadt Dortmund und an die Gemeinden Holzwickede, Opherdicke und Altendorf (alle im Kreis Unna) sowie Hennen, Ergste, Geisecke und Lichtendorf (alle damals im Kreis Iserlohn).

## Geschichte
Hengsen gehörte im Spätmittelalter und der Frühen Neuzeit in der eigenen Bauerschaft (Henyckhuysen) im Kirchspiel Opherdicke und Amt Unna (historisch) zur Grafschaft Mark. Laut dem Schatzbuch der Grafschaft Mark von 1486 hatten die 10 Steuerpflichtigen Hofbesitzer in der Bauerschaft zwischen 1 oirt und 6 Goldgulden an Abgabe zu leisten. Darunter der größte Hof des Schulten mit 6 Goldgulden Abgabe. Im Jahr 1705 waren in der Bauerschaft Heyinghausen 22 Steuerpflichtige mit Abgaben an die Rentei Unna im Kataster verzeichnet. Das Kloster Elsey besaß in Hengsen von 1325 bis 1811 mehrere Güter bzw. Ländereien sowie den Strengen Hof, Beckers Hof, Fienen Hof und vier Kotten.
Das ehemalige Haus Vierbecke, Geburtsort der historischen Person Agnes von der Vierbecke, lag auf Hengsener Gebiet.
Die Gemeinde Hengsen gehörte bei der Errichtung der Ämter in der preußischen Provinz Westfalen zum Amt Aplerbeck im Kreis Dortmund. Am 1. April 1887 wechselte sie in den neugebildeten Kreis Hörde. Als dieser am 1. August 1929 aufgelöst wurde, kam Hengsen zum Landkreis Hamm. Dieser wurde im Oktober 1930 in Kreis Unna umbenannt. Am 1. Januar 1968 wurden Hengsen und Opherdicke nach Holzwickede eingemeindet.
Von 1961 bis 1992 wurden auf der „Ruhrtal-Bahn“ international beachtete Grasbahnrennen veranstaltet. Die erhöhten Zuschauerränge der Bahn sind als Erdwall um das Oval noch heute auf dem Gelände des Standortübungsplatzes zur Schwerter Straße hin sichtbar.

### Wappen
| Wappen der ehemaligen Gemeinde Hengsen, Kreis Unna | Blasonierung: „In Rot drei aufrechte 2:1 gestellte goldene (gelbe) Hülsblätter.“ |
| Wappen der ehemaligen Gemeinde Hengsen, Kreis Unna | Wappenbegründung: Das Wappen wurde 1967 vom Staatsarchiv Münster gebilligt; zur aufsichtsrechtlichen Genehmigung kommt es wegen der kommunalen Neuordnung nicht mehr. Es entstammt dem Wappen der ortsansässigen Adelsfamilie von Lappe. |

## Einwohnerentwicklung
| Jahr | Einwohner |
| ---- | --------- |
| 1931 | 0860      |
| 1956 | 1184      |
| 1961 | 1130      |
| 1967 | 1054      |
| 1987 | 1150      |

## Sehenswürdigkeiten
Auf der Anhöhe des Kellerkopfs befindet sich das monumentale 130er-Denkmal am Kellerkopf.

## Verkehr
Die Landesstraße L 673 verbindet Hengsen im Südwesten mit Geisecke, Schwerte, Westhofen und Garenfeld sowie im Osten mit Altendorf, Dellwig, Langschede, Fröndenberg/Ruhr und Wickede (Ruhr). Die Landesstraße L 677 führt in nördlicher Richtung nach Holzwickede und zum Flughafen Dortmund. Im Süden verbindet sie Hengsen mit Geisecke und Rheinen. Auf der Landesstraße L 678 fahren die Hengsener nach Opherdicke, Unna, Königsborn und Kamen.